# La sua strada
La sua strada è un film del 1946 diretto da Mario Costa.

## Trama
Nel 1919 Giovanni Ferretti, un allevatore, lascia moglie e figlio e parte in cerca di fortuna all'estero. Il fratello Francesco riuscirà con grande fatica a risollevare le sorti dell'azienda familiare e assicurare un futuro al nipote Riccardo. Venti anni dopo quest'ultimo si innamora di Elisabetta, un'ungherese divorziata che rischia di compromettere l'unità familiare ma l'incontro inaspettato con il padre tornato all'improvviso in condizioni misere lo convince a rinunciare al progetto di fuggire con la donna.

## Produzione
Il film prodotto da Carlo Borsari per la Prora Film, fu girato negli Stabilimenti Titanus della Farnesina nel 1943, con l'organizzazione generale di Giacinto Solito.

## Distribuzione
Uscì nelle sale solo dopo la fine della guerra il 19 febbraio 1946.